# Polizeiruf 110: Der Tote zahlt
Der Tote zahlt ist ein deutscher Kriminalfilm von Hans Knötzsch aus dem Jahr 1987. Der Fernsehfilm erschien als 113. Folge der Filmreihe Polizeiruf 110.

## Handlung
Die Handwerker Manfred Wehlau und Peter Labuse begehen unter falschem Namen Betrugsverbrechen. Beide haben sich Ausweise gestohlen, so treten Wehlau als Dieter Engelhard und Labuse als Ferdinand Siebel auf. Beide gehen regelmäßig unter falschem Namen nach Feierabend Aufträgen nach und renovieren so auch Professor Kramers Ferienheim. Sie wissen, dass das Gebäude von ihm selten genutzt wird, berechnen ihm die Kosten für die Baumaterialien viel zu hoch und nutzen den Keller des Hauses schließlich, um Diebesgut zu lagern. Die Baumaterialien erhielten sie von Axel Gau, einem Angestellten der PGH. Der junge Mann lebt noch bei seiner Mutter, die ihm jede Möglichkeit der persönlichen Entfaltung nimmt, ihn kontrolliert und ihm Geld zuteilt. Der naive Gau soll Wehlau und Labuse als ausführende Kraft für ihre Betrügereien dienen.
Um ihn zu ködern, bringt Wehlau seine Frau Sigrid dazu, mit Gau zu flirten. Tatsächlich verliebt sich Gau in die junge Frau, von deren Verbindung zu Wehlau er nichts weiß. Sie hat eine Urlaubsreise nach Ungarn angeboten bekommen. Zwar weiß sie, dass sie die Reise nicht antreten können wird, nimmt den Urlaubsplatz auf Wehlaus Drängen hin jedoch an. Gau hat unterdessen auf Betreiben Labuses ein eigenes Konto eröffnet und darauf von Labuse erhaltene 2000 Mark überwiesen. Wehlau instruiert Sigrid, wie sie weiter mit Gau zu verfahren habe, und so lädt sie ihn in den Urlaub nach Ungarn ein. Später eröffnet sie ihm, dass sie eine Woche früher abreisen muss, und bittet ihn, allein nach Ungarn nachzukommen. Wehlau und Labuse überzeugen Gau nun davon, dass er sich für die anspruchsvolle Sigrid neu einkleiden muss. Das Geld, das er auch für die kostspielige Reise nach Ungarn braucht, besorgt Gau sich auf Anweisung der beiden Männer hin. Er überzieht sein mit Labuses Hilfe eingerichtetes Konto um ein Vielfaches, löst von Labuse und Wehlau gestohlene Schecks auf seinen Namen ein und kauft nach Anweisung Farbfernseher, teure Kleidung und wertvolle Antiquitäten. Der Schaden beläuft sich bald auf rund 40.000 Mark. Das Trio begeht seine Verbrechen an verschiedenen Orten in der ganzen Republik und übernachtet in teuren Hotels. Gaus Mutter erfährt erst auf der Arbeitsstelle ihres Sohnes, dass dieser seit einigen Tagen Urlaub genommen hat. Hauptmann Peter Fuchs und Leutnant Thomas Grawe sind bei ihren Ermittlungen wiederum bald unsicher, ob wirklich der bisher unbescholtene Gau als Täter infrage kommt.
Gau merkt langsam, dass mit ihm ein böses Spiel getrieben wird, zumal er sein Foto auf einem Fahndungsplakat entdeckt. Er will aussteigen. Die vorgeblich in Ungarn weilende Sigrid ist noch da und überzeugt ihn, weiterzumachen. Bald jedoch reicht es Gau, und er will nach Hause. Wehlau und Labuse jedoch bringen den sich sträubenden Mann zum Flughafen. Dort sorgt Gau für solches Aufsehen, dass die beiden Männer ihn zurück zum Wagen bringen. Wenig später ist Gau wie vom Erdboden verschluckt. Wehlau und Labuse können über verschiedene Zeugenaussagen enttarnt werden, zumal ihre falschen Namen sich als Identitäten von Personen entpuppen, denen der Personalausweis abhandengekommen ist. Beide Männer geben sich unschuldig und sagen dann aus, dass sie Gau zuletzt am Flughafen gesehen hätten. Eine Zeugin hat jedoch alle drei Männer später an der Autobahn gesehen. Dort befindet sich ein frisch aufgeschütteter Kieshaufen. Beim Abtragen des Kieses kommt Gaus Leiche zum Vorschein. Gau wollte bei einer Rast an der Autobahn wegrennen, Wehlau wurde wütend und schlug ihn zusammen. Als Gau in dem Zusammenhang erfuhr, dass Sigrid Wehlaus Ehefrau ist, wehrte er sich, und Wehlau schlug noch heftiger zu, bis Gau an einer Schlagverletzung starb.

## Produktion
Der Tote zahlt wurde vom 27. Oktober bis 20. Dezember 1986 in Leipzig, Berlin, Potsdam und Stolzenhagen gedreht. Die Kostüme des Films schuf Tamara Schramm-Bansen, die Filmbauten stammen von Christa Köppen. Der Film erlebte am 9. August 1987 im 1. Programm des Fernsehens der DDR seine Premiere. Die Zuschauerbeteiligung lag bei 34,9 Prozent.
Es war die 113. Folge der Filmreihe Polizeiruf 110. Hauptmann Peter Fuchs ermittelte in seinem 67. Fall und Leutnant Thomas Grawe in seinem 8. Fall.
Als Grundlage für den Film soll ein Kriminalfall aus den 1970er Jahren gedient haben, welcher sich in Dresden ereignet hatte. Bei diesem Fall wurde das Opfer jedoch absichtlich getötet und in einem Waldstück an der heutigen Autobahnanschlussstelle Dresden-Hellerau vergraben.